# マーマイト

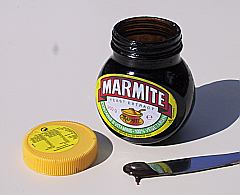
マーマイトの瓶詰め

マーマイト（Marmite）はビールの醸造過程で増殖して最後に沈殿堆積した酵母、いわばビールの酒粕を主原料とし、主にイギリス及びニュージーランドで生産されているビタミンBを多く含む食品。

## 概要
語源はフランス語で「調理用のふた付き鍋」を意味する「marmite」（マルミット）。本家イギリスのものは濃い茶色をしており、粘り気のある半液状で塩味が強く、独特の香気を持つ。主にトーストに塗って食されるほか、クラッカーに塗る、スープに溶かすなどの利用法もある。イギリス全土に加えニュージーランド、オーストラリア、アイルランドなどの旧英国領では大衆食として広く愛されているほか、最近ではそれ以外の地域でベジタリアン向けの食品として需要が増えつつある。
他に類を見ない味と香りのため外国人には理解できない味とされることが多く、日本や米国などでは悪評が高く普及してはいない。日本ではビール醸造の副産物であるビール酵母を動物飼料や栄養補助剤などとして利用することも行われているが、人間用の栄養強化食品として摂取する上では、強力わかもとやエビオス錠のような錠剤がむしろ普及している。ただ日本でも通信販売などでは容易に購入できるほか、スイスではセノヴィという良く似た食品が製造および販売されている。

## 歴史
マーマイトが英国マーマイト社によって商品化され、広くマーケティングされるようになったのは1902年だが、それ以前にもビール生産の副産物でマーマイトの原型と言えるビール酵母の沈殿物を食べる習慣はイギリス人の間に広く存在した。同社の公式ホームページによるとその始まりは1680年以前、ビールの醸造が始まったのと同時期と推定されている。
マーマイトの歴史は科学の発展と密接に関わっている。最初は単にビール醸造の過程でできる残りかすをそのまま食べる習慣だったが、科学の発展により酵母の細胞の存在が確認できるようになると各国の科学者が興味を示すようになり、ドイツ人科学者のリービヒが酵母を凝縮する方法を発明した。これによりビール発酵の残りかすであるビール酵母を圧縮して瓶詰めにすることが可能となり、現在のマーマイトの始まりとなった。そしてその後のビタミンの発見がマーマイトの知名度を一気に押し上げた。また、大量生産にあたっては工場の機械化が重要な課題だったのは言うまでもない。
マーマイトをその主な製品とするマーマイト・フード・エクストラクト社は、1902年に英国スタッフォードシャー州バートン・アポン・トレントに設立され、1907年までにはロンドンのカンバーウェル・グリーンに2番目の工場の建設ができるほど十分な成功を収めた。1990年、既にボヴリール社の子会社になっていたマーマイト社はCPC社（英国）によって買収され、1998年、ベスト・フーズ社へ社名を変えた。ベスト・フーズ社はその後2000年にユニリーバ社と合併し、現在マーマイトはユニリーバ社が所有する商標である。
マーマイトの宣伝キャンペーンは当初は健康志向を強調しており、1980年代には、陸軍小隊が登場するテレビコマーシャルで『私の仲間マーマイト』のキャッチフレーズで宣伝された。マーマイトは第二次世界大戦中にイギリス軍基地のドイツ人捕虜のための標準的なビタミン補給剤であった。
1990年代までに、会社のマーケティングに新要素が加わった。マーマイトの独特で強烈な味は多くの熱狂的なファンを生む一方で、それを拒否する消費者も多く、大好きか大嫌いかに反応が真っ二つに分かれることで広く知られていた。これを風刺する現代的な広告塔として、マーマイトは「マーマイト大好き（I Love Marmite）」と「マーマイト大嫌い（I Hate Marmite）」の2つのウェブサイトを運営し、人々がマーマイトについての経験を共有できるようにした。
2004年には英国で子供番組のテレビ広告として、1958年のスティーブ・マックイーンの映画『The Blob』をパロディーにしたものが放映された。これには、人々がマーマイト（オリジナルでは宇宙生物だった）から逃げる恐ろしいシーンがあり、「これを見た子供たちが広告を怖がって悪夢にまで出た」と保護者から抗議され、結局放映中止に追い込まれた。

マーマイトは英国の外ではそれほど一般的ではない。そのため、マーマイトはしばしば英国外の居住者によって最も懐かしい食料として引用される。1994年にカシミール独立派に誘拐された英国人バックパッカー、ポール・ライダウトは、次のように述べている。
| 「 | 思えばなかなか旨いものだった。外国に行ったときにそれしか考えられなくなる、正しくそういうものの一つだ。 | 」 |

ビル・ブライソンは、『ビル・ブライソンのイギリス見て歩き』の中でこう記している。
| 「 | スキッフル音楽、穴が一つしかない塩振り、そしてマーマイト（機械グリスみたいな外見をした食べられるイースト抽出物）、そうしたものが好きな人は、英国人か、少なくとも私より年上か、おそらく両方に違いない。 | 」 |

また、エルトン・ジョンもマーマイト愛好家の一人で、国外ツアーの際は必ず携行するという。
2006年に、マーマイトの新しい「搾り出しボトル」が発売された。より簡単に取り出せるようにするのが狙いで、容器はプラスチックでできている。

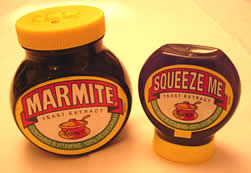
マーマイトの搾り出しボトル（右）
蓋を下にして置くことが出来、最後まで使い切る様になっている

## 食べ方

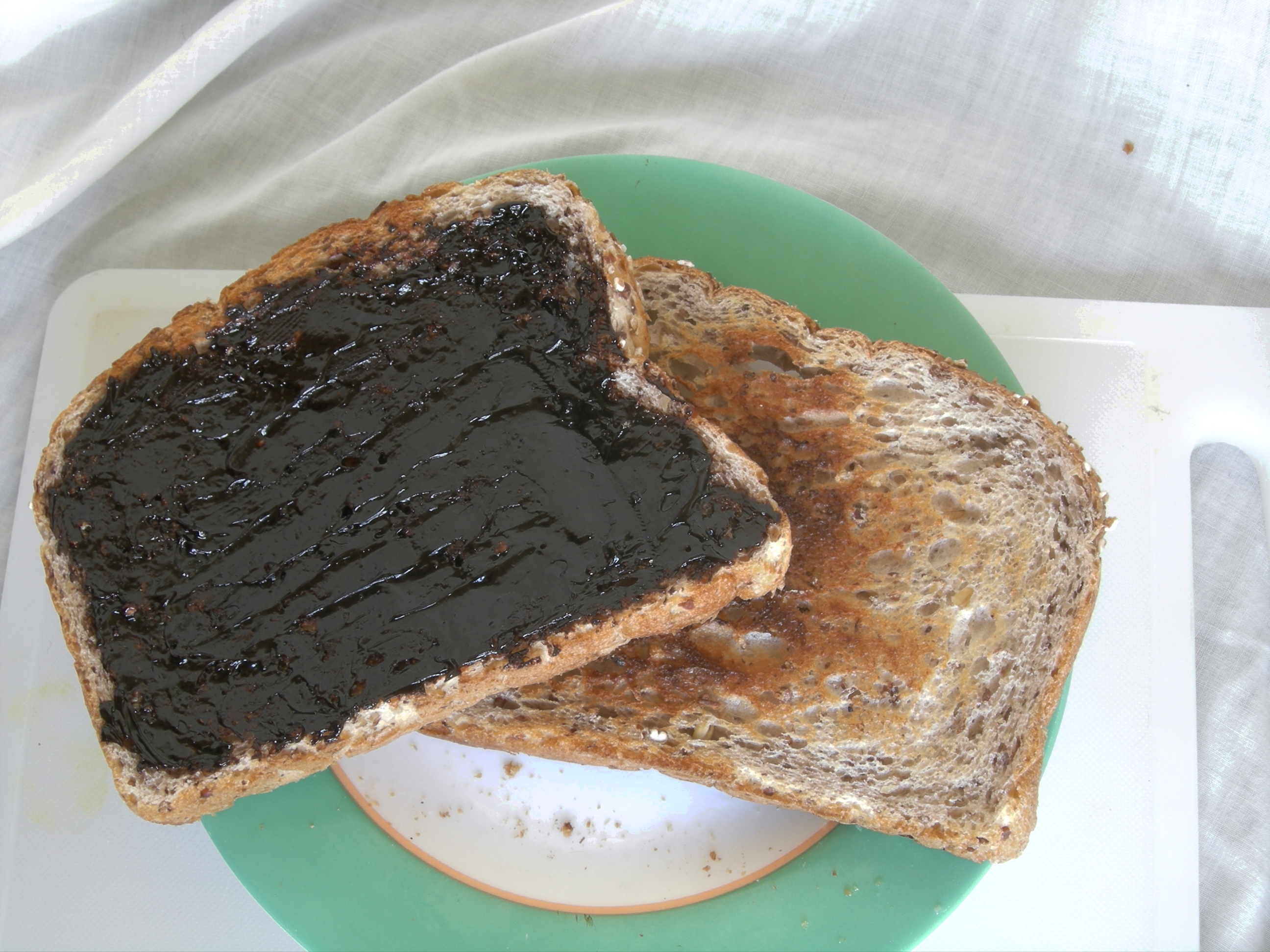
マーマイトを塗ったトースト

最も一般的な食べ方はトーストに塗る方法であるが、この場合必ずと言っていいほどバターもしくはマーガリンとの組み合わせで消費される。マーマイト単体で食べるのは塩味があまりにも強いのと、粘り気が強くて塗る際に広がりにくいのでイギリス人などのネイティヴからも敬遠されがちだが、まずバターかマーガリンを塗ってからその上にマーマイトを塗ることにより味がマイルドになり、かつ油脂の効果で容易に塗り広げることが可能になる。またマーマイトとバターもしくはマーガリンを塗った上にスライスチーズを乗せ、オーブンで軽く焼くレシピも存在するほか、クラッカー等パンに類似した食品に塗って食べられることもある。
マーマイトを使った料理も複数開発されている。例としてスープの素としての使用法があるが、この場合はマーマイト独自の料理というよりも牛肉エキスを原料とするボブリル (Bovril) の代用品としてベジタリアン向けのスープに使われると見なす方が正確だろう。他にもレシピは多く、今日ではマーマイト料理のみを扱った料理本も出版されている。
ニュージーランドでは、マーマイトをパンに薄く塗り、パケットポテトチップを乗せた「マーマイトとクリスプサンドウィッチ」にすることがある。
スリランカでは、マーマイトを湯で溶かし、若干のライムジュースと、油で炒めた薄切り玉ねぎを加える。二日酔いから回復するための素晴らしい気付け薬になるのだという。
マレーシアでは、炒めた豚のスペアリブをマリネードにする漬け汁として中国料理レストランでマーマイトが用いられる。炒めるときに、マーマイトベースのマリネード汁が熱でカラメル化して、甘辛い照り出しソースになる。

## 類似する食品

### ボブリル（Bovril）
イギリス及びアイルランドで製造・販売されている。普仏戦争時、ナポレオン3世軍に供する牛肉の保存用に牛肉エキスを発酵させて作った調味料が起源だが、前述した様に基本的にマーマイトと同じ様な用途で使われることが多い。

### ベジマイト（オーストラリア）
オーストラリアで製造・販売されている。本質的にはマーマイトと同じ物であるがレシピが多少異なるため味も異なり、オーストラリアではマーマイトよりも人気が高い。なお、ベジマイトの製造元は前述のボブリルに類似したボノックス（Bonox）も製造している。

### ビタマイト（ニュージーランド版マーマイト）、アワメイト
ニュージーランドでは、本家イギリスのマーマイトをモデルとしてサナトリウム社によってマーマイトが製造・販売され、オーストラリアにも輸出され幅広く受け入れられている。同じマーマイトではあるものの、ニュージーランドが英国とは異なる歴史を築く過程で国民の嗜好にも違いが生まれ、現在では本家マーマイトより塩味が弱く全体的にマイルドな味付けになっている。外見にも多少の差異があり、本家マーマイトが伝統的にガラスの丸い瓶に入っているのに対しこちらはプラスチックの円筒状の容器に入れられており、ニュージーランドの国鳥であるキーウィのシルエットをデザインしたシールが蓋の部分に貼り付けられている。ワーキングホリデーなどで外国に長期滞在しているニュージーランド人にとっては懐かしい味で、母国の家族に送ってもらったり、友人が訪ねてくる時に頼んで買って来てもらったりということがままある。さらにロンドンなどでは輸入食品店に出向いて、割高にもかかわらず購入したりするニュージーランド人も多い。登録商標の関係上オーストラリア・ニュージーランド両国では、サナトリウム社が「マーマイト」の商標権を保持しているため、本家イギリス版のマーマイトはアワメイト（OurMate）という商品名で輸入・販売されている。2004年頃にニュージーランドの首都ウェリントンでイギリスからの輸入食品専門店が出来ると、アワメイトを求めてやって来るイギリス人があとを絶たないという状況も発生している。一方、ニュージーランドのマーマイトがイギリスへ輸出される時には、ビタマイト（Vitamite）という商品名で販売される。

### 聖パトリック祭限定・ギネス酵母マーマイト（アイルランド）

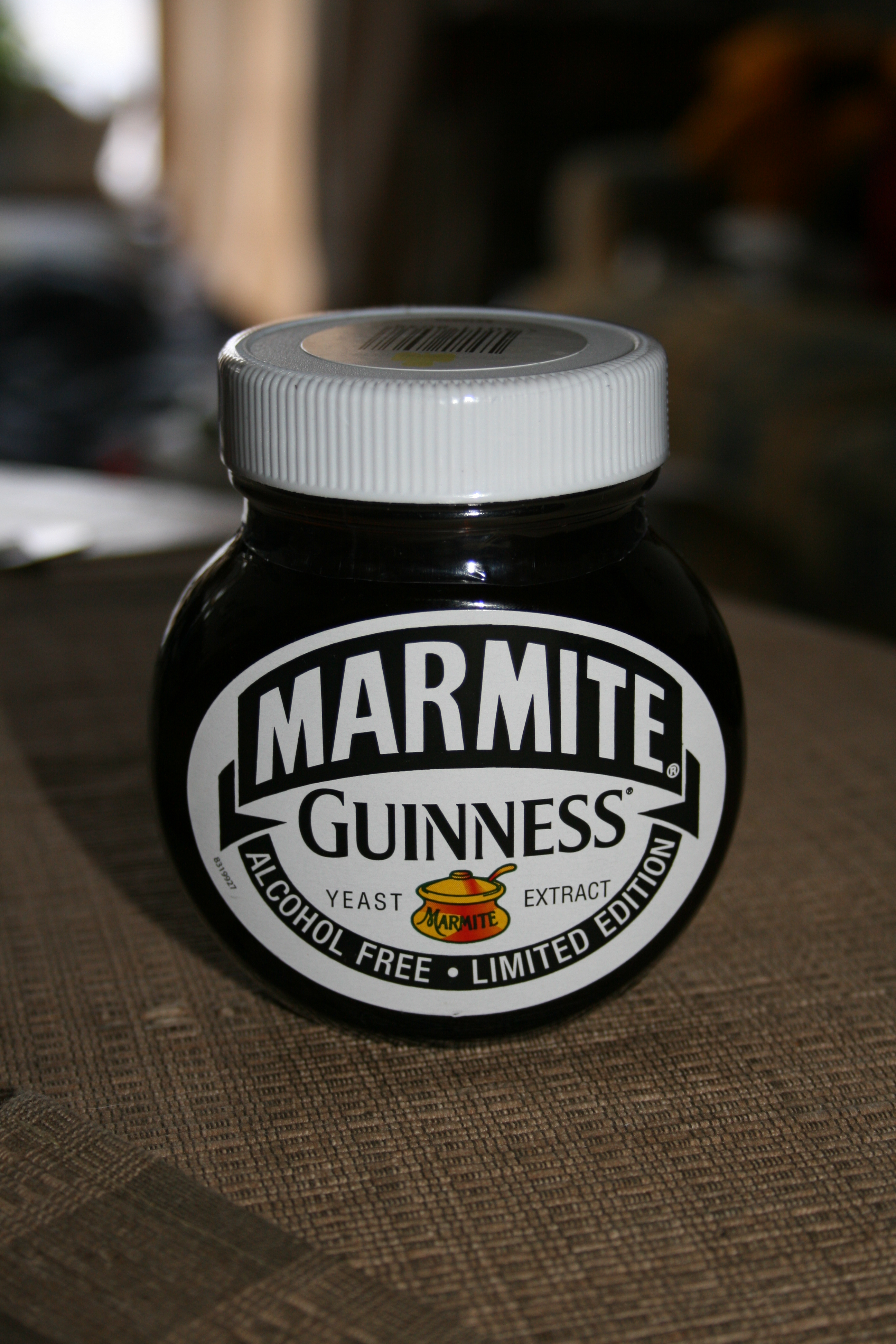
ギネス酵母マーマイト

毎年3月17日に行なわれるアイルランド共和国最大の祝祭、「聖パトリックの祝日」だが、2007年には特別企画としてギネス社がギネス・ビールの酵母を使用したマーマイトを限定販売した。黒いビンに白いキャップという、グラスに注がれたギネス・ビールを思わせるデザインのこの限定版は30万個のみ生産され、各2.49ユーロで販売された。また、使用されたギネス酵母は全体の30%のみであり、残りの70%は従来の酵母だった。このマーマイトは最近になって新発明されたものではなく、1950年代まで同社によって販売されていたGYE（Guinness Yeast Extract - ギネス酵母抽出物）というアイルランド版マーマイトが原型である。

### セノヴィ（スイス）
ビールの酵母から作られる、いわばスイス版マーマイト。基本的に瓶詰めのマーマイトとは異なり、チューブに詰められて販売される。スイス軍兵士の装備品にも含まれている。

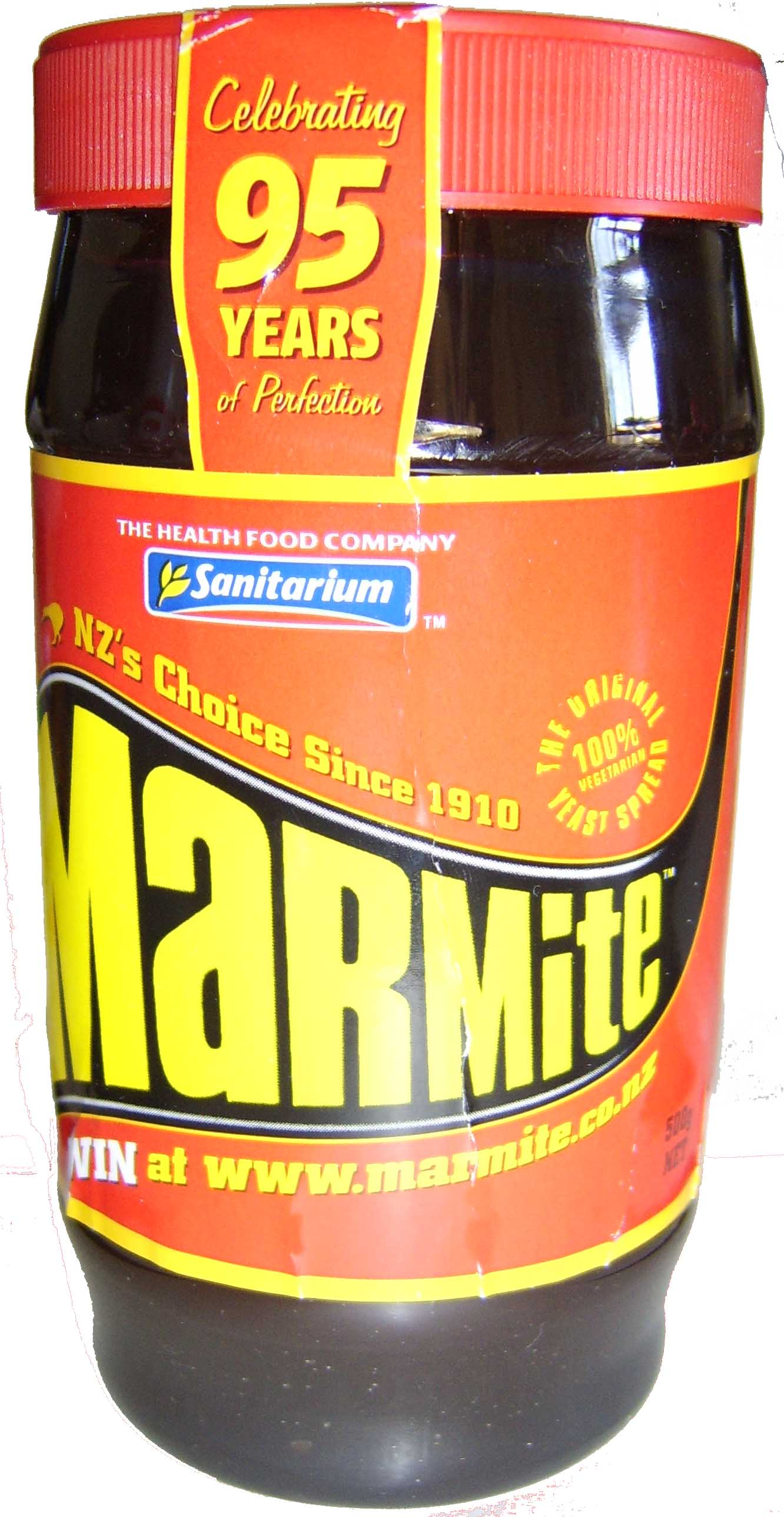
ニュージーランドで作られているマーマイト
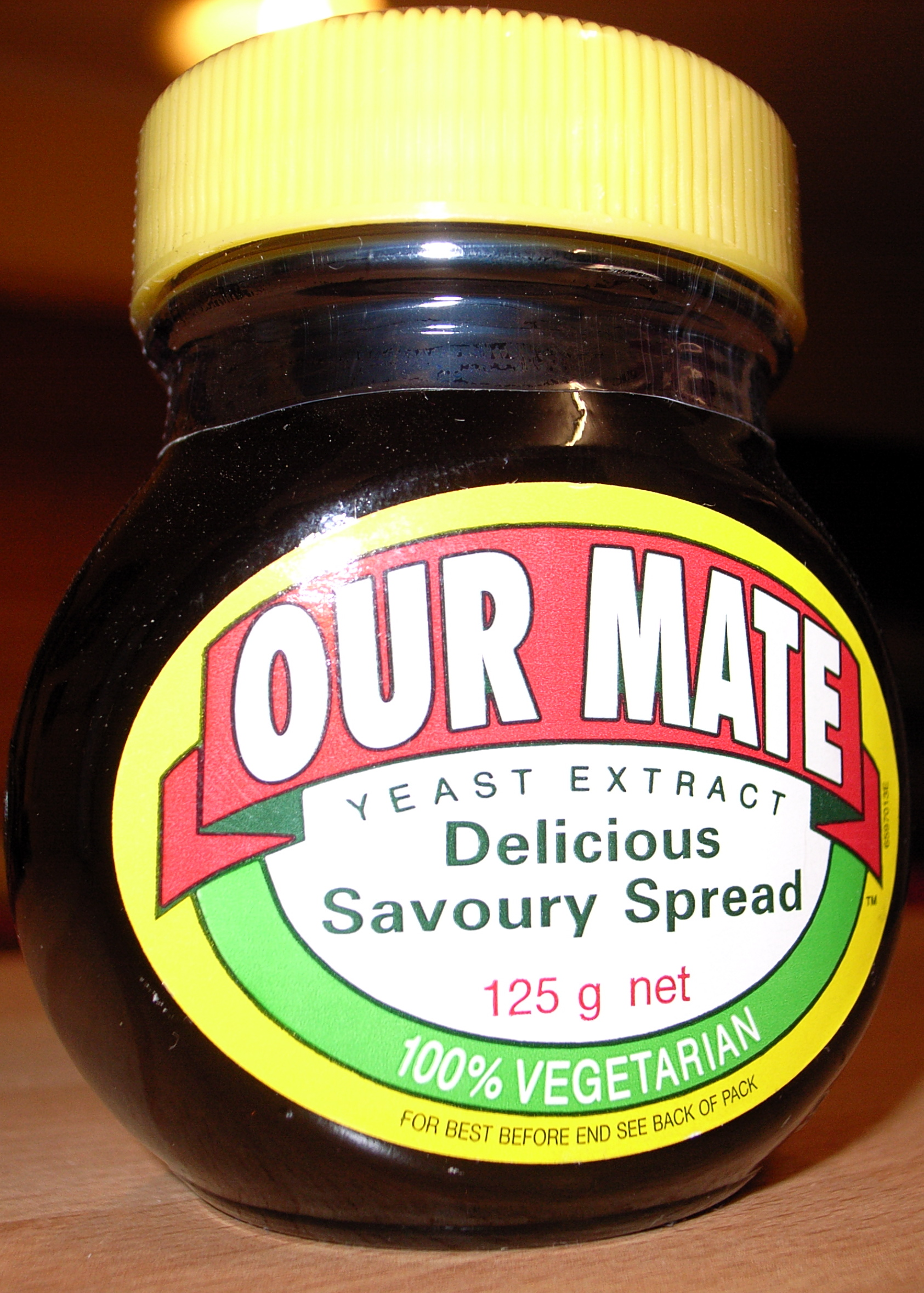
アワメイトの瓶詰め
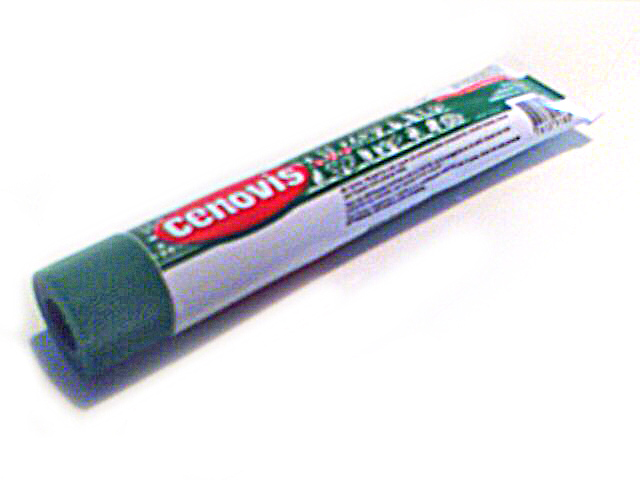
セノヴィのチューブ

## 製品の種類
- マーマイト 125g
- マーマイト 250g
- マーマイト 500g
- マーマイト 1000g（ケータリングサイズ。通常のガラス容器ではなくプラスチックの筒状容器に入っている。）
- マーマイト・ラブ・ポーション （8gパック×6個。一部の喫茶店ではばら売りされている）
- マーマイト・スクイーズ 200g
- ギネス・マーマイト限定版

## 英国以外での販売
マーマイトは英国、アイルランド、オーストラリア、ニュージーランド、カナダ、インド、スリランカ、および南アフリカ、すべてのコモンウェルスのたいていの食料品店で、広範囲にわたって販売されている。オランダでも比較的人気が高く、よく知られている。輸出されている国と地域（下記）では、一部のスーパーマーケットや健康食品店等で入手可能である。
- ベルギー
- キプロス
- フランス
- ドイツ
- ギリシャ
- 香港
- アイルランド

- イスラエル
- イタリア
- 日本
- ルクセンブルク
- マレーシア
- マルタ
- オランダ

- ノルウェー
- フィリピン
- ポーランド
- ポルトガル
- シンガポール
- スロベニア
- スペイン

- スウェーデン
- スイス
- 台湾
- アメリカ合衆国

これ以外の場所ではマーマイトはまだ知られておらず、ユニリーバは販売を行っていない。ユニリーバに推薦された英国の食品貿易会社（Lynton Exports社とPelam Foods社）が世界の離れた場所にマーマイトを輸出している。
ニュージーランドでは2011年2月22日に発生したカンタベリー地震でクライストチャーチにあった同国唯一のマーマイト生産工場が被害を受け、2013年3月20日に販売が再開されるまで生産を停止していた。その間の同国での品薄状態は映画アルマゲドンにかけてマルマゲドンと呼ばれ、ジョン・キー首相を始め多くのニュージーランド人が不満を漏らしていた。

## 製造プロセス
実際のプロセスは企業秘密であるが、商業規模でイースト抽出物を製造するための一般的な方法として、塩を加えて溶液を高浸透圧にして、イースト菌の活動を停止させる方法がある。こうすると細胞がしなびて、イースト菌の自己分解を引き起こす。死にかけたイースト菌細胞は、外皮（イースト菌は最終製品の滑らかな舌触りを損なう厚い細胞壁を持っている）を分離した後、完全に分解するように加熱される。他のイースト抽出物と同じく、マーマイトは、グルタミン酸ナトリウム（MSG）に類似した、遊離グルタミン酸を含有する。

## 栄養
マーマイトは、少量の一人前でさえ有効な量のビタミンを含有している。今日英国で生産されるマーマイトの主成分はイースト抽出物、ならびに少量の食塩、野菜抽出物、ナイアシン、チアミン、スパイス抽出物、リボフラビン、葉酸とセロリ抽出物であるが、正確な成分は企業秘密である。ただし天然のイースト抽出物はビタミンB12を含まないので、製造プロセス中でマーマイトに添加される。マーマイトに含まれるナトリウム（塩分）量は高いので問題視されたことがあるが、重要なのはマーマイト全体中のパーセンテージではなく一食あたりの量である。
英国版マーマイトの100gにつき：
- エネルギー 929 kJ / 219 kcal
- タンパク質 38.4g
- 炭水化物 19.2 g 
  - うち糖分 0.5 g
- 脂肪 0.1 g 
  - うち飽和脂肪酸　痕跡量
- 繊維 3.1 g
- ナトリウム 4.3 g
- チアミン 5.8 mg (414 % RDA)
- リボフラビン 7.0 mg (438 % RDA)
- ナイアシン 160.0 mg (889 % RDA)
- 葉酸 2500μg (1250 % RDA)
- ビタミンB12 15.0μg (1500 % RDA)

英国版マーマイトの一食分4gにつき：
- エネルギー 37 kJ/9 kcal
- タンパク質 1.5 g
- 炭水化物 0.8 g 
  - うち糖分　痕跡量
- 脂肪　痕跡量
  - うち飽和脂肪酸　痕跡量
- 繊維 0.1 g
- ナトリウム 0.2 g
- チアミン 0.23 mg (16.6 % RDA)
- リボフラビン 0.28 mg (17.5 % RDA)
- ナイアシン 6.4 mg (35.6 % RDA)
- 葉酸 100μg (50.0 % RDA)
- ビタミンB12 0.6μg (20 % RDA)

ビタミンB12の一日推奨摂取量は最近1.0μgから3.0μgに変更された。RDAは一日推奨摂取量に対する割合を示し、成人は4μg、子供は2μgを摂取するよう推奨されている。

## その他の情報
2006年8月に搾り出しマーマイトの販売開始の一環として、有名シェフ、ゲーリー・ロードスはチョコレート・ソースをトッピングしたコーヒーアイスクリームに一振りのマーマイトを掛けたデザートを開発した。これはロンドンの彼のレストランで1週間だけ販売された。それ以来英国の一部でひと握りのアイスクリームバーがこのトッピングを販売していると報告された（そのうち一つはバートン・アポン・トレントのマーマイト工場の裏にある）。
フランス人はマーマイトを「La Confiture Anglaise」（イギリスのジャム）と呼ぶことが知られている。
スプーン一杯のマーマイトを皿に置きスプーンでそれを叩くと、色がだんだん薄くなる。叩き続けるとそのうち真っ白になると言われているが、これは確認されていない。

マーマイトを食べると蚊除けになると主張する人もいる。この理由は皮膚から人間には分からないが蚊が嫌う臭いを発するためだとか、あるいはビタミンB成分が蚊を遠ざけるからだと言われる。熱帯の場所に行く英国人旅行者が旅行中に食べるためにマーマイトを持っていくことがあるが、ビタミンB複合体が蚊を寄せ付けない効果を持たないことは既に確証されている。この信仰の起源は、スリランカにおける1934年 - 1935年のマラリア流行のときにマーマイトが使用されたことかもしれない。